# Чемпіон програв
Чемпіон програв (англ. A Champion Loser) — американська короткометражна кінокомедія режисера Чарльза Райснера 1920 року.

## У ролях
- Гаррі Світ
- Джун Лав